# Mesochorus rusticus
Mesochorus rusticus är en stekelart som beskrevs av Dasch 1974. Mesochorus rusticus ingår i släktet Mesochorus och familjen brokparasitsteklar. Inga underarter finns listade i Catalogue of Life.